# 제임스 프레슈빌
제임스 프레슈빌(영어: James Frecheville, 1991년 4월 14일 ~ )은 오스트레일리아의 배우이다.

## 출연 작품

### 영화
- 애니멀 킹덤 (2010)
- 더 퍼스트 타임 (2012)
- 투 마더스 (2013)
- 몰 : 데이투킬 (2014, Mall)
- 더 드롭 (2014)
- 더 스탠포드 프리즌 엑스페리먼트 (2015)
- 너를 만나 다행이야 (2015, About Scout)
- 아이.티. (2016)
- 블랙 47 (2018)
- 드라이 (2020)

### 텔레비전
- 뉴 걸 (2014)
- Transparent (2014)
- 피키 블라인더스 (2022)